# رود زاب
رود زاب رودی است که در ناحیهٔ کردستان جاری است و یونانیان آن را لیکوس می‌گفته‌اند. سرچشمهٔ رود زاب از کوه داروجان است و جلگهٔ زاب را مشروب کرده، کوه آهنگران و کوه بزنیان را قطع می‌کند و وارد رود دیاله می‌شود در قسمت‌های مختلف به اسامی گاورود و رود سیروان و رود دیاله نامیده می‌شود.
این رود از کوه‌های حوالی گردنهٔ اسدآباد در مغرب کوه الوند سرچشمه می‌گیرد و از مشرق به مغرب تا سرحد عراق جاری است و از تنگه‌های باریک راهی برای خود حفر کرده، از کوه شاهو و کوه کله‌سر می‌گذرد و به طرف جنوب غربی منحرف شده بالاخره به دجله می‌رسد.
این رود به زاب علیا (بزرگ) و زاب کوچک (سفلی) تقسیم می‌شود. لیکوس را با زاب بزرگ یا علیا مطابقت داده‌اند.
همچنین آمده‌است، زاب نام یکی از پادشاهان قدیم ایران است. چندین نهر را در عراق بنام زاب خوانند و همچنین رود زاب نام دو رود از توابع رود دجله است. یکی از آن دو بزرگ و به زاب اصلی مشهور است؛ و دیگری کوچک و نام آن زاب اسفل است. این دو رود در کوهستان‌های حدود ایران طرف چپ دجله فرو می‌ریزد.
زاب کوچک در واقع همان رود زابات است. مؤلف ایران باستان آرد: یونانیها (پس از آن که چندی در شهر سنا یک منزلی رود دجله اقامت کردند) به رود زابات رسیدند. عرض آن رود چهار پلطر (تقریباً ۱۲۷ متر) بود. در اینجا چهار روز ماندند. (ایران باستان تألیف حسن پیرنیا ج ۳ ص ۱۰۴۸ و رجوع به ص ۱۰۶۲ همان کتاب شود).
هم‌اکنون ایران در حال ساخت سد و احداث تونلی به منظور برگرداندن آب این رود به سمت ایران و در نهایت ریختن آب آن در دریاچه ارومیه است. این اقدام به منظور جلوگیری از خشک شدن دریاچه ارومیه صورت می‌پذیرد.